# Jürgen Wenzel
Jürgen Wenzel (* 2. Dezember 1950 in Annaberg-Buchholz; † 8. Dezember 2023) war ein deutscher Grafiker und Maler.

## Werdegang
Wenzel wurde 1950 in Annaberg geboren. Von 1967 bis 1971 erhielt er eine Ausbildung zum Porzellanmaler in der Staatlichen Porzellanmanufaktur in Meißen. Es folgten ein Besuch der Zeichenschule in Meißen und die Zusammenarbeit mit den Meißner Künstlern Wolfram Hänsch und Lothar Sell. Von 1971 bis 1975 war er als Indischmaler in der Staatlichen Porzellanmanufaktur in Meißen tätig.
Von 1975 bis 1980 folgte ein Studium der Malerei und Graphik an der Hochschule für Bildende Künste Dresden. Für seine Diplomarbeit zur „Arbeiterklasse“ ging Wenzel in den Dresdner Städtischen Vieh- und Schlachthof. Er zeichnete und fotografierte dort die Arbeiter und Tiere. Dies setzte er auch anschließend fort, was ihm die Bezeichnung „Schlachthofmaler“ einbrachte.
1977 bestand eine Ateliergemeinschaft mit Goran Djuroviç. Er war von 1980 bis 1982 freischaffender Künstler und lebte in Meißen. 1982 zog er nach Dresden-Blasewitz. Er beteiligte sich an der Gründung des Atelierhauses und der Druckerei »B 53« in der Bürgerstraße 53, mit den Künstlern Bernd Hahn, Andreas Küchler und Anton Paul Kammerer.
1983 war Wenzel Mitglied im Verband bildender Künstler der DDR.
1984 beteiligte er sich an der Gründung der Edition »B 53« und 1991 an der Gründung des Freundeskreises der »B 53«. 1992 erfolgte ein Umzug der neuen Grafikwerkstatt nach Burgstädtel. 1997 entstand dort ein Bau der drei Atelierhäuser, zusammen mit Bernd Hahn und Anton Paul Kammerer. 1998 zog Wenzel nach Burgstädtel.

## Ausstellungen (Auswahl)
- 2023 Leonhardi-Museum Dresden
- 2018 Volksbank, Dresden
- 2008 Galerie Himmelreich, Magdeburg
- 2004  Neuer Sächsischer Kunstverein, Dresden
  - Galerie Conzen, Düsseldorf
  - Kunstverein Uelzen, Schloss Holderstedt
  - Antiquitäten und Kunst, Ladbergen
- 2003  Stadtmuseum Pirna
- 2001  Stadtmuseum Meißen
- 2000  Galerie Beethovenstraße, Düsseldorf
  - Kunstverein Meißen
- 1999  Schloss Pulsnitz
- 1998  Galerie Kunst der Zeit, Dresden
  - Galerie Beethovenstraße, Düsseldorf
- 1997  Kunstverein Jena
- 1996  Galerie Weise, Chemnitz
  - Galerie Punkt und Partner, Dresden
  - Galerie Schwind, Frankfurt/M.
- 1995  Kunstverein Aurich
- 1994  Kunsthalle Tübingen
  - Stiftung Henri Nannen, Kunsthalle Emden
- 1993  Galerie Hartwig, Bremen
- 1992  Galerie refugium, Neustrelitz
- 1991  Galerie Hieronymus, Dresden
  - Galerie Ludorff, Düsseldorf
- 1989  Lindenau-Museum, Altenburg

## Arbeiten im öffentlichen Besitz (Auswahl)
- Galerie Neue Meister, Dresden
- Lindenau-Museum, Altenburg
- Kunstsammlungen des Landes Niedersachsen, Hannover
- Museum für Stadtgeschichte, Dresden
- Museum der bildenden Künste, Leipzig
- Sammlung Ludwig, Aachen
- Kunsthalle Emden
- Sammlung Deutsche Bank AG, Frankfurt/M.
- Neue Sächsische Galerie, Chemnitz
- Staatliche Kunstsammlungen, Cottbus
- Schlossmuseum Meiningen
- Galerie Junge Kunst Frankfurt/Oder
- Städtische Kunstsammlungen Chemnitz
- Deutsche Bank AG